# Breaking the Silence EP
Breaking the Silence es el primer EP lanzado por la banda de hard rock y rock cristiano The Letter Black. Fue lanzado el 22 de septiembre de 2009 por Tooth & Nail Records.

## Lista de canciones
- 1 - Moving On - 3:38
- 2 - Hanging On by a Thread - 3:02
- 3 - Best of Me - 3:48
- 4 - Collapse - 3:59
- 5 - Away from Me - 3:37
- 6 - Perfect - 4:03

## Personal
- Sarah Anthony – voz
- Mark Anthony – voz secundaria y guitarra
- Matt Beal – bajo
- Mat Slagle – batería